# 皮屑
皮膚屑是人類和其他有皮膚層、皮毛、毛發或羽毛的動物身上角質層脫落的物質。皮膚屑十分細小，在地毯、床墊和枕頭中容易堆積。它可以通過通過空氣進入人體的鼻腔和肺部的粘膜，引起易感人群的過敏，例如會引發過敏性鼻炎。